# حمية كي
حمية كي المعروفة أيضًا باسم( نظام التغذية عن طريق الانابيب). هو نظام غذائي يتغذى فيه الفرد على خليط مناسب من خلال أنبوب تغذية لعدد محدد من الأيام. الذي يتبع هذا النظام لا يأكل أيّ شيء في خلال فترة اتباعه للنظام. وقد أطلق عليه أيضًا نظام «أنبوب التغذية» في الولايات المتحدة.
النظام الغذائي يحمل العديد من المخاطر الطبية الخطيرة وغير فعالة في تحقيق فقدان الوزن على المدى الطويل.
طبيعة النظام:
في حمية كي يتم إدخال أنبوب التغذية من خلال أنف الفرد أسفل المريء . في الطرف الآخر من الأنبوب يوجد مضخة كهربائية. التغذية الوحيدة التي يتلقاها المريض هي مسحوق حمية كي وهو عبارة عن  ضخ البروتينات والدهون والمغذيات الدقيقة التي لا تحتوي على الكربوهيدرات مخلوطاً بالماء وتقدم من خلال انبوب التغذية. يأخذ المريض فقط حوالي 800 سعرة حرارية في اليوم. لكن يستمر الضخ  وغياب الكربوهيدرات يحد من الجوع. لا يحتاج متبعي النظام الدخول الي المستشفى ولكن النظم يتطلب إشراف الطبيب ويمكن للمتبعي حمل المضخة والسائلة معهم.  يمكن إزالة المضخة لمدة تصل إلى ساعة واحدة في اليوم. لا يستطيع الفرد اكل أي شيء لكن يمكنه شرب الماء أو الشاي أو القهوة فقط ( بدون الحليب، السكر أو المحليات) أو شاي الأعشاب الخالي من السكر مع الأنبوب. يمكن إعطاء المسهلات لمتبعي النظام لتخفيف الإمساك الناتج عن الحمية .
يقوم الممارسون بفحص مرضاهم قبل تناولهم النظام الغذائي  ومراقبتهم باختبارات الدم والبول خلال النظام الغذائي. لا يمنع النظام الغذائي اكتساب الوزن في المستقبل. بعد اتباع هذا النظام الغذائي  يجب على مستخدمي أن يستمروا في اتباع نظام غذائي منخفض الكربوهيدرات والبروتينات العالية للحفاظ على الوزن.